# 教えてあげない
『教えてあげない』（おしえてあげない）は、1994年4月29日から同年9月23日まで日本テレビ系列局で放送されていた読売テレビ製作の情報バラエティ番組である。全16回。放送時間は毎週金曜 19:00 - 19:30 （日本標準時）。

## 概要
それまで同系列局で放送されていた帯番組『追跡』の終了に伴い、それまで日本テレビ製作枠だったこの金曜19時台前半枠と読売テレビ製作枠だった日曜19時台前半枠を交換する形でこの番組はスタートした。番組は、日常生活や身の回りの些細な出来事を題材にしていた。司会は堺正章が務めていた。どの回においても、最後の提供クレジットを表示した後には「いっぱいあるけど教えてあげない♪」のジングルで締めていた。

## 放送内容
1. 渋谷エステツアー
2. おいしい限定品#[要説明]
3. パートタイム
4. 老舗に伝わる100年グループ
5. 夕食拝見!モデルから大家族へ
6. （？）[要説明]
7. 常識破りの新卵料理
8. 涼しい宿見つけた!特選清流の宿
9. 女子高生の本当の素顔
10. 涙のダイエット作戦
11. 100歳駄菓子屋ばあちゃん
12. 今どきお寺の裏事情
13. 百万円争奪!主婦のアイデア
14. 気になるお宅のアイデア晩ご飯
15. 肩こり解消法
16. 秋味特集

参考：『下野新聞縮刷版』下野新聞社、1994年4月29日 - 同年9月23日付のラジオ・テレビ欄 エラー: 日付が正しく記入されていません。（説明）。

## エンディングテーマ
笠原弘子大切な休日（じかん）
| 日本テレビ系列 金曜19:00枠                    | 日本テレビ系列 金曜19:00枠                       | 日本テレビ系列 金曜19:00枠                          |
| 前番組                                        | 番組名                                           | 次番組                                              |
| --------------------------------------------- | ------------------------------------------------ | --------------------------------------------------- |
| 追跡 （1988年4月8日 - 1994年3月25日） ※帯番組 | 教えてあげない （1994年4月29日 - 1994年9月23日） | 超IQ!ひらめきパパ （1994年10月21日 - 1995年3月3日） |